# Sertula speciosa
Sertula speciosa là một loài thực vật có hoa trong họ Đậu. Loài này được (Dur.) Kuntze miêu tả khoa học đầu tiên năm 1891.